# Cuxac, Mexiko
Cuxac är en ort i Mexiko.   Den ligger i kommunen Ixtacamaxtitlán och delstaten Puebla, i den sydöstra delen av landet, 130 km öster om huvudstaden Mexico City. Cuxac ligger 2 493 meter över havet och antalet invånare är 124.
Terrängen runt Cuxac är kuperad, och sluttar österut. Runt Cuxac är det ganska tätbefolkat, med 67 invånare per kvadratkilometer. Närmaste större samhälle är Terrenate, 19,2 km söder om Cuxac. I omgivningarna runt Cuxac växer huvudsakligen savannskog.